# Soleniki (rejon korelicki)
Soleniki (biał. Саленікі, Saleniki; ros. Соленики, Soleniki) – wieś na Białorusi, w obwodzie grodzieńskim, w rejonie korelickim, w sielsowiecie Rajca.

## Historia
W dwudziestoleciu międzywojennym leżały w Polsce, w województwie nowogródzkim, w powiecie nowogródzkim, w gminie Cyryn. W 1921 miejscowość liczyła 73 mieszkańców, zamieszkałych w 13 budynkach, w tym 50 Białorusinów i 23 Polaków. Wszyscy mieszkańcy byli wyznania prawosławnego.
Po II wojnie światowej w granicach Związku Sowieckiego. Od 1991 w niepodległej Białorusi.